# أندرو آدامز (لاعب كرة قدم أمريكية)
أندرو آدامز (بالإنجليزية: Andrew Adams) هو لاعب كرة قدم أمريكية أمريكي، ولد في 28 أكتوبر 1992 في فايتيفيل في الولايات المتحدة.

## وصلات خارجية
- أندرو آدامز على موقع مرجع كرة القدم المحترفة.كوم (الإنجليزية)